# Whitby—Ajax
Pour les articles homonymes, voir Whitby et Ajax.
Circonscription électorale fédérale du Canada
Whitby—Ajax est une ancienne circonscription ontarienne fédérale représenté de 1997 à 2003 et provinciale de 1999 à 2007.

## Géographie
En 1996, la circonscription de Whitby—Ajax comprenait:
- La ville de Whitby
- Une partie de la ville d'Ajax, délimitée par Kigston Road

## Fédéral

### Députés
| Législature                                                     | Années                                 | Député                                 | Député                                 | Parti                                  |
| Whitby—Ajax issue de Durham et Ontario                          | Whitby—Ajax issue de Durham et Ontario | Whitby—Ajax issue de Durham et Ontario | Whitby—Ajax issue de Durham et Ontario | Whitby—Ajax issue de Durham et Ontario |
| --------------------------------------------------------------- | -------------------------------------- | -------------------------------------- | -------------------------------------- | -------------------------------------- |
| 36e                                                             | 1997–2000                              |                                        | Judi Longfield                         | Libéral                                |
| 37e                                                             | 2000–2004                              |                                        | Judi Longfield                         | Libéral                                |
| Circonscription dissoute parmi Ajax—Pickering and Whitby—Oshawa |                                        |                                        |                                        |                                        |

## Provincial

### Députés
| Législature                                                        | Années                                                             | Député                                                             | Député                                                             | Parti                                                              |
| Circonscription issue de Durham Centre, Durham-Est et Durham-Ouest | Circonscription issue de Durham Centre, Durham-Est et Durham-Ouest | Circonscription issue de Durham Centre, Durham-Est et Durham-Ouest | Circonscription issue de Durham Centre, Durham-Est et Durham-Ouest | Circonscription issue de Durham Centre, Durham-Est et Durham-Ouest |
| ------------------------------------------------------------------ | ------------------------------------------------------------------ | ------------------------------------------------------------------ | ------------------------------------------------------------------ | ------------------------------------------------------------------ |
| 37e                                                                | 1999-2003                                                          |                                                                    | Jim Flaherty                                                       | Progressiste-conservateur                                          |
| 38e                                                                | 2003-2006                                                          |                                                                    | Jim Flaherty                                                       | Progressiste-conservateur                                          |
| 38e                                                                | 2006-2007                                                          | Christine Elliott                                                  |                                                                    | Progressiste-conservateur                                          |
| Circonscription dissoute dans Ajax—Pickering et Whitby—Oshawa      |                                                                    |                                                                    |                                                                    |                                                                    |